# ウインド・アンサンブル
ウインド・アンサンブル（英語: wind ensemble）は、吹奏楽の形態の1つで、管楽器による合奏を原則としている。1952年、豊かな音色と緻密な合奏効果を得る目的で、イーストマン音楽学校（アメリカ合衆国ニューヨーク州ロチェスター）のフレデリック・フェネルによって提唱、創始された。

## 概要
管楽器の各パートを1人ずつ配するのを原則とする合奏形態であるが、場合によってはB♭クラリネットの担当を増やすことがある。フレデリック・フェネルは、1952年にイーストマン・ウインド・アンサンブルを設立しているが、フェネルの定めたウィンド・アンサンブルの概念は極めて厳格なものであり、他の編成とは異なる独自の約束事と根拠をもっている。それゆえ編成上、メンバー全員にソリストとしての高い資質が求められる演奏形態である。また、常にメンバー全員であらゆる楽曲を奏するのではなく、楽曲ごとに作曲家が指定した編成にしたがって演奏者の数を増減するという手法を積極的に用いる。